# Angelo Di Livio
Angelo Di Livio (Rim, Italija, 26. srpnja 1966.) je talijanski nogometni trener te bivši nogometaš i nacionalni reprezentativac koji je tijekom igračke karijere nastupio za čak sedam klubova. Kao igrač je nosio nadimak "soldatino" koji mu je nadjenuo suigrač Roberto Baggio.

## Karijera

### Klupska karijera
Di Livio je započeo igračku karijeru 1981. godine u juniorima AS Rome dok za seniorsku momčad nikad nije zaigrao jer ga je klub slao na posudbe u niželigaše Reggianu, Nocerinu i Perugiju. Nakon isteka ugovornog roka, igrač ostaje u Perugiji za koju je nastupao do 1989.
Nakon toga Di Livio prelazi u Padovu za koju je nastupao četiri sezone. 1993. ga kupuje torinski Juventus u kojem je debitirao 27. listopada 1993. u utakmici talijanskog kupa protiv Venezije koju je Juve izgubio s 4:3. Također, zanimljiv je podatak da je upravo Angelo Di Livio asistirao za prvi gol Del Piera u dresu Stare dame. Tijekom karijere u Torinu, Di Livio je osvojio tri scudetta i jednu Ligu prvaka.
1999. godine igrač je potpisao za Fiorentinu u kojoj je ostao i nakon što je klub 2002. zbog bankrota ispao u Serie B a kasnije i u Serie C2 kada je momčad nosila ime Florentia Viola. U tom razdoblju bio je klupski kapetan. U Fiorentini je ostao do kraja sezone 2004./05. kada se klub vratio u Serie A a jer mu nije produljen ugovor, Di Livio je objavio prekid igračke karijere.

### Reprezentativna karijera
Di Livio je za seniorsku momčad debitirao s 29 godine u utakmici protiv Slovenije koja je odigrana 6. rujna 1995. S reprezentacijom je nastupio na dva europska (1996. i 2000.) te dva svjetska (1998. i 2002.) prvenstva. Na EURU 2000. je s Italijom bio srebrni.
Svoju posljednju utakmicu u reprezentativnom dresu odigrao je 18. lipnja 2002. u osmini finala Svjetskog prvenstva 2002. protiv domaćina Južne Koreje koju je Italija zbog sudačkih grešaka izgubila s 2:1.

### Trenerska karijera
Od 2006. do 2008. Di Livio je bio trener juniora AS Rome da bi kasnije postao član stručnog stožera talijanske reprezentacije koju je vodio Marcello Lippi.
Također, Di Livio je radio kao nogometni komentator na kanalu Dahlia TV a kasnije je bio tehnički i televizijski komentator na kanalima Sky Sport i Teleroma 56.

## Osvojeni trofeji

### Klupski trofeji
| Klub            | Trofej                 | Sezona / godina |
| Italija         | Italija                | Italija         |
| --------------- | ---------------------- | --------------- |
| Perugia         | Serie C2               | 1987./88.       |
| Juventus        | Scudetto               | 1994./95.       |
| Juventus        | Coppa Italia           | 1995.           |
| Juventus        | Supercoppa Italiana    | 1995.           |
| Juventus        | Liga prvaka            | 1995./96.       |
| Juventus        | Superkup Europe        | 1996.           |
| Juventus        | Interkontinentalni kup | 1996.           |
| Juventus        | Scudetto               | 1996./97.       |
| Juventus        | Supercoppa Italiana    | 1997.           |
| Juventus        | Scudetto               | 1997./98.       |
| Fiorentina      | Coppa Italia           | 2001.           |
| Florentia Viola | Serie C2               | 2002./03.       |

### Reprezentativni trofeji
| Turnir                     | Trofej | Godina |
| -------------------------- | ------ | ------ |
| EP u Belgiji i Nizozemskoj | Srebro | 2000.  |

### Ordeni
- Cavaliere Ordine al merito della Repubblica Italiana: 2000.

## Vanjske poveznice
- TuttoCalciatori.net